# Dipterygina indica
Dipterygina indica är en fjärilsart som beskrevs av Moore 1867. Dipterygina indica ingår i släktet Dipterygina och familjen nattflyn. Inga underarter finns listade i Catalogue of Life.